# Cymothoe zombana
Cymothoe zombana är en fjärilsart som beskrevs av Bethune-Baker 1926. Cymothoe zombana ingår i släktet Cymothoe och familjen praktfjärilar. Inga underarter finns listade i Catalogue of Life.